# Пежанський Михайло Григорович
Михайло Григорович Пежанський (29 вересня 1900, Львів — 16 червня 1987, США) — український інженер-будівельник, термінограф, пластун.

## Життєпис
Народився у Львові, в родині архітектора Григорія Пежанського і Олени Пежанської. Навчався у Львівській академічній гімназії, а 1927 року закінчив інженерний факультет Віденської політехніки. Нострифікував диплом у Львівській політехніці. Працював у львівській дирекції залізниць. Через національність 1935 року звільнений. Склав іспит на цивільного інженера-архітектора і організував власне проектне бюро у Львові. Розробляв житлові будівлі, містобудівні проєкти, міські комунікації. Після другої світової війни викладав у Мюнхені. 1949 року виїхав до США. Початково працював креслярем. Від 1951 року інженер у корпорації «PE». Згодом працював у корпораціях «Меріт Чепмен», «Скот Корпорейшн», «Реймонт».
Від 1936 член НТШ у Львові. Член Українського технічного товариства у Львові. 1930 року обраний до правління УТТ. Належав також до Українського Технічного Товариства у Мюнхені, від 1951 — Товариства українських інженерів Америки, співорганізатор і член управи Українського термінологічного центру Америки (1965), член Термінологічної комісії НТШ-А, співпрацював з А. Вовком, П. Штепою. Власник колекції термінологічних словників, виданих під егідою ВУАН (зберігаються у архіві НТШ). Укладач «Летунського словничка» (1974), багатьох інших.
Співпрацював з усіма, хто розвивав у діаспорі українську науково-технічну термінологію. Власними зусиллями і коштами зібрав з цілого світу ті термінологічні словники, що їх заборонили в УРСР. Самостійно перевидав близько 250 примірників словників для закордонних українських науковців та установ. Член і один із засновників Українського фотографічного товариства в Америці. Займався фотофіксацією творів українських митців, що експонувались на виставках у США. Від 1951 року зробив близько 20 тис. фотографій.
Активно сприяв діяльності «Пласту». В організації з 1912 року. Під час українсько-польської війни брав участь у розвідувальних операціях львівських пластунів. Опікувався організацією до глибокої старості — зокрема — табором «Вовча тропа» під Нью-Йорком — членами комітету також були Володимир Сушків, Богдан Соболта, Михайло Юзенів. Протягом багатьох років референт Пластової Булави. Видав ювілейний фотоальбом до 45-ліття пласту, куди помістив близько 600 власних фотографій на цю тему. Відзначений пластовим орденом святого Юрія.
Помер 16 червня 1987 року в США. Похований на цвинтарі в Саут-Баунд-Брук.